# Valérie Beauvais
Valérie Beauvais (nascida em 8 de março de 1963) é uma política francesa dos Republicanos (LR) que representa o primeiro círculo eleitoral de Marne na Assembleia Nacional desde as eleições de 2017.

## Carreira política
Beauvis sucedeu a Arnaud Robinet nas eleições de 2017.
Em 21 de novembro de 2018, Beauvis foi nomeada Ministra Sombra da Família por Laurent Wauquiez.